# San Juan-El Albaricocal
San Juan-El Albaricocal es un barrio perteneciente al distrito de Churriana de la ciudad andaluza de Málaga, España. Se trata de un barrio periférico rodeado por áreas de cultivo y otros terrenos no urbanizados en todos sus lados, siendo los barrios más cercanos Los Rosales, Finca La Hacienda y Los Manantiales.
Ninguna línea de autobús de la EMT alcanza los límites del barrio. 